# Медаль Даніеля Жиро Елліота
Медаль Даніеля Жиро Елліота (англ. Daniel Giraud Elliot Medal) — нагорода Національної академії наук США за внесок у сфері зоології та палеонтології. Нагороду засновано у 1917 році. Названо на честь американського зоолога Даніеля Жиро Елліота.

## Лауреати
- 1917: Френк Чепмен
- 1918: Вільям Бібе
- 1919: Роберт Ріджвей — за монографію «Птахи Північної та Середньої Америки» (Birds of North and Middle America)
- 1920: Отеніо Абель
- 1921: Башфорд Дін — за дослідження «Бібліографія риб» (Bibliography of Fishes)
- 1922: Вільям Мортон Вілер — за ентомологічну роботу «Мурахи з експедиції Американського музею в Конго» (Ants of the American Museum Congo Expedition)
- 1923: Фердинанд Кану — за роботу «Північноамериканські пізньотреттині і четвертинні мшанки» (North American Later Tertiary and Quaternary Bryozoa)
- 1924: Анрі Брейль
- 1925: Едмунд Бічер Вілсон — за роботу «Розвиток та спадковість клітин» (The Cell in Development and Heredity)
- 1926: Ерік Гельге Освальд Стенсіе — за роботу «Даунтонські та девонські хребетні Шпіцбергену. Частина І» (The Downtonian and Devonian Vertebrates of Spitzbergen, Part I.)
- 1928: Ернест Томпсон Сетон — за роботу «Життя дичини. Том 4» (Lives of Game Animals, Volume 4)
- 1929: Генрі Осборн
- 1930: Джордж Когхілл — за роботу «Коррельовані анатомічні та фізіологічні дослідження зростання нервової системи амфібій» (Correlated Anatomical and Physiological Studies of the Growth of the Nervous System of Amphibia)
- 1931: Девідсон Блек
- 1932: Джеймс Чепін — за роботу «Птахи бельгійського Конго» (The Birds of the Belgian Congo)
- 1933: Річард Свенн Лулл
- 1934: Теофілус Пейнтер
- 1935: Едвін Колберт
- 1936: Роберт Кешмен Мерфі
- 1937: Джордж Говард Паркер — за статтю «Do Melanophore Nerves Show Antidromic Responses?»
- 1938: Малкольм Роберт Ірвін — за дослідження «Імуногенетичні дослідження міжвидових відносин у Columbidae» (Immunogenetic Studies of Species Relationships in Columbidae)
- 1939: Джон Говард Нортроп — за роботу «Кристалічні ферменти: хімія пепсину, трипсину і бактеріофага» (Crystalline Enzymes: The Chemistry of Pepsin, Trypsin, and Bacteriophage)
- 1940: Вільям Берріман Скотт — за роботу «Фауна ссавців олігоцену Білої річки. Частина IV. Парнокопитні» (The Mammalian Fauna of the White River Oligocene. Part IV. Artiodactyia)
- 1941: Феодосій Добржанський — за роботу «Генетика і походження видів» (Genetics and the Origin of Species)
- 1942: Дарсі Томпсон — за працю «Про зростання та форму» (On Growth and Form)
- 1943: Карл Лешлі — за статтю «Посібник з дослідження функцій церебральної системи» (Studies of Cerebral Function in Learning)
- 1944: Джордж Гейлорд Сімпсон — за статтю «Темпи і режими еволюції» (Tempo and Mode in Evolution)
- 1945: Сьюалл Райт — за роботу «Диференціальне рівняння розподілу генних частот» (The Differential Equation of the Distribution of Gene Frequencies)
- 1946: Роберт Брум — за фундаментальне дослідження австралопітека.
- 1947: Джон Томас Паттерсон
- 1948: Генрі Браянт Бігелов — за внесок у морську зоологію та роботу «Риби Північно-Західної Атлантики» (Fishes of the Western North Atlantic)
- 1949: Артур Клівленд Бент — за 17-й том «Життя північноамериканських птахів» (Life Histories of the North American Birds)
- 1950: Раймонд Керолл Осбурн — за його внесок у дослідження мшанок та його працю «Мшанки Тихоокеанського узбережжі Америки, частина 1» (Bryozoa of the Pacific Coast of America, part 1)
- 1951: Ліббі Г'юмен
- 1952: Арчі Карр
- 1953: Свен Екман
- 1955: Герберт Фрідманн — за книгу «Медоїди» (The Honey Guides).
- 1956: Альфред Ромер
- 1957: Джексон Дарлінгтон молодший — за його роботу із зоогеографії «Географічне поширення тварин» (The Geographical Distribution of Animals)
- 1958: Дональд Гріффін
- 1965: Джордж Гейлорд Сімпсон — за роботу «Принципи таксономії тварин» (Principles of Animal Taxonomy)
- 1967: Ернст Майр — за монографію «Види тварин і еволюція» (Animal Species and Evolution)
- 1971: Річард Александер — за його фундаментальну роботу з систематики, еволюції і поведінки цвіркунів.
- 1976: Говард Еванс — за його 25-річну роботу з біології та еволюції поведінки ос.
- 1979: Артур Купер та Річард Грант — за їхній шеститомний трактат з таксономії, палеоекології та еволюції пермських брахіопод Західного Техасу.
- 1984: Джордж Евелін Хатчинсон
- 1988: Джон Алквіст та Чарлз Сіблі — за їхнє застосування методів гібридизації ДНК до класифікації птахів, які революціонізували таксономію, показавши нарешті, як відрізнити еволюційні відносини від конвергентних подібностей.
- 1992: Джордж Крістофер Вільямс — за його внесок у сучасну еволюційну думку, включаючи розуміння важливості природного відбору та адаптації, та розуміння статевого розмноження, соціальної поведінки, старіння та захворювань.
- 1996: Джон Тербордж — за його дослідження з екології, соціобіології, біорізноманіття та фенології рослин тропіків, а також його книгу «Різноманітність і тропічний дощовий ліс» (Diversity and the Tropical Rain Forest)
- 2000: Гірат Вермеїдж
- 2004: Рудольф Рафф
- 2008: Дженні Клек — за вивчення перших наземних хребетних і переходу від водного способу життя до наземного, що висвітлено в її книзі «Досягти землі: епоха і еволюція тетрапод» (Gaining Ground: The Origin and Evolution of Tetrapods)
- 2012: Джонатан Лосос
- 2018: Гюнтер Вагнер — за внесок в еволюційну біологію та книгу «Гомологія, гени та еволюційна інновація» (Homology, Genes and Evolutionary Innovation)